# Cheriton (Virginia)
Cheriton è un comune degli Stati Uniti d'America, situato nello Stato della Virginia, nella contea di Northampton.